# Пол Реткліфф
Пол Реткліфф  (англ. Paul Ratcliffe, 12 листопада 1973) — британський веслувальник, олімпійський медаліст.

## Виступи на Олімпіадах
| Олімпіада    | Дисципліна                  | Місце |
| ------------ | --------------------------- | ----- |
| Атланта 1996 | слалом на байдарці-одиночці | 14    |
| Сідней 2000  | слалом на байдарці-одиночці | 2     |

## Зовнішні посилання
- Досьє на sport.references.com

1. ↑  Sports-Reference.com